# Incendios forestales en Victoria de febrero de 2009
Los incendios forestales a lo largo del estado australiano de Victoria en febrero de 2009 resultaron los más mortíferos en las últimas décadas en Australia al causar la muerte de al menos 189 personas y heridas a más de 500 personas, la destrucción de al menos 1834 viviendas y daños a miles de propiedades, principalmente en Kinglake y sus alrededores, además de arrasar más de 450.000 hectáreas (4.500 kilómetros cuadrados o 1,1 millones de acres). Estos incendios a la fecha se consideran el desastre natural más mortífero en la historia de Australia. Se produjeron durante una ola de calor, iniciando el sábado 7 de febrero, cuando varias localidades en todo el estado, incluyendo su capital  Melbourne, sufrieron las temperaturas más altas desde que se tiene registro desde hace más de 150 años antes. Los numerosos incendios fueron en gran parte el resultado de la caída de rayos, aunque se cree que algunos fueron deliberadamente provocados por incendiarios. Los incendios forestales fueron descritos como los peores sufridos por Australia, excediendo a los del incendios del viernes negro en 1939, y los incendios del Miércoles de Ceniza en 1983.
Cientos de edificios como escuelas, tiendas y oficinas y otros lugares de trabajo fueron destruidos, especialmente en el complejo de Kinglake, al noreste de Melbourne y en el oeste de Gippsland. 78 personas con quemaduras fueron llevadas a los hospitales en Victoria, por lo menos 20 en estado crítico, y 9 en cuidados intensivos.
Los pueblos de montaña de  Kinglake y  Marysville, al noreste de Melbourne fueron gravemente dañados por el fuego, con más del 80 % de Marysville destruida.
Pequeños incendios de hierba estallaron en el Gran Melbourne, por lo que muchos barrios periféricos resultaron afectados. Varias líneas de tren fueron cerradas como las líneas Belgrave, Gippsland, Seymour y  Warrnambool, y la línea principal entre Melbourne y Sídney. Las autovías Hume y Princess y muchas otras carreteras principales estuvieron cerradas durante varios períodos de tiempo.
El humo de los incendios se propagó ampliamente, cruzando el Mar de Tasmania, y llegando tan lejos como Nueva Zelanda.

## Cronología

### 7 de febrero
El país padecía una inusual ola de calor desde hacía 15 días, con temperaturas de hasta 47°C, y ya había unos 50 focos de incendio en los tres estados del suroeste.
El 7 de febrero se informó de la muerte de 14 personas, todas en un gran incendio cercano a Melbourne, y la destrucción de unas 100 casas.
Las hectáreas quemadas aumentaron en pocas horas de 3000 a 30 000, y los muertos a 25, y luego a 35 con el siguiente informe; el primer ministro Kevin Rudd anunció su visita al lugar al día siguiente.

### 8 de febrero
Rudd calificó los incendios de asesinato en masa, y dijo que se trataría las zonas quemadas como escenas de crimen, pues se creía que los incendios habían sido provocados. Las muertes habían subido exponencialmente durante la noche, llegando a 108, con más de 750 casas y 340.000 hectáreas de bosque quemadas.
Los incendios ya eran más destructivos que el miércoles de ceniza de 1983. Un residente describió su pueblo como "Hiroshima", con "animales muertos por toda la carretera".

### 9 de febrero
La cifra de muertes subió de 135, en los primeros informes, a 173. Muchos murieron en sus automóviles tratando de huir de las llamas.

## Incendios principales
Los incendios principales incluyen:

### Norte y central

#### Incendio del Complejo Kinglake

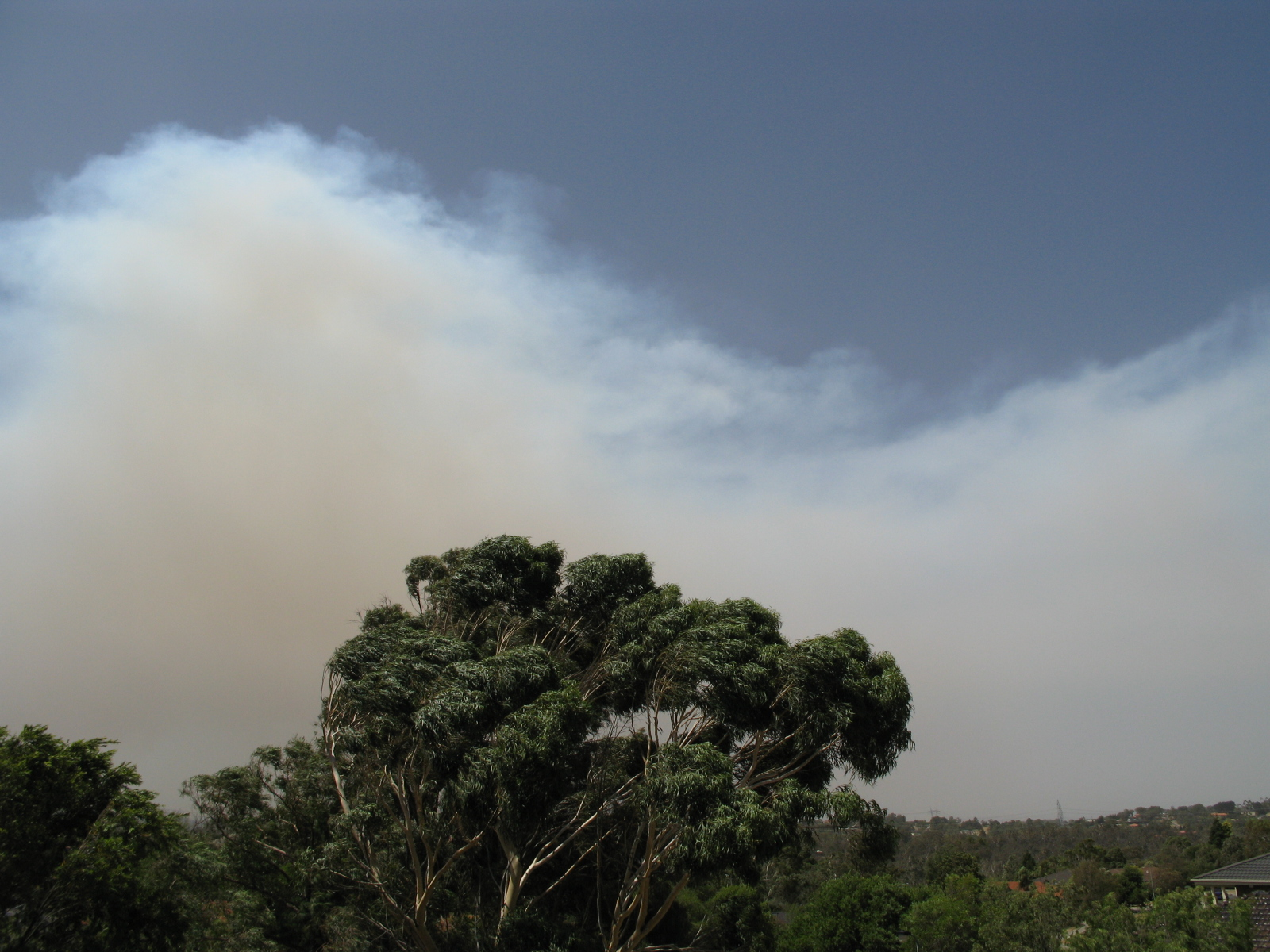
Humo sobre el Valle Yarra y el área de Kinglake al noreste de Melbourne, el 7 de febrero.

El incendio del Complejo Kinglake, centrado en Kinglake, fue creado por la fusión de dos incendios anteriores, el de Kilmore y el de Murrindindi. La superficie quemada del complejo era de 210 000 hectáreas (518 920,8 acre) a día 8 de febrero.
Un incendio que inició en Kilmore Oriental, en la tarde del 7 de febrero, recorrió 30 kilómetros al sureste hacia Kinglake a través de Wandong y  Clonbinane. Más de 30 casas fueron destruidas en Wandong y Heathcote Junction el 7 de febrero. A 8 de febrero se estimaba que 150 casas habían sido destruidas en Wandong, y se habían producido cuatro muertes. El fuego provocó el cierre de la línea ferroviaria Seymour y partes de la autopista Hume. Un enfriamiento se produjo en la zona alrededor de las 7:30 de la tarde, trayendo consigo vientos del sudoeste, que provocaron que el fuego cambiara de dirección al noreste de Kinglake. Por la tarde del 8 de febrero, hasta un máximo de 100 personas habían sido desplazadas por el incendio Kilmore, y fueron albergadas en un centro de acogida de emergencia situado en un estadio de baloncesto en Wallan. Muchas de ellas no pudieron regresar a sus hogares debido a la falta de seguridad en las carreteras.
El fuego cruzó en la tarde del 7 de febrero la zona de Kinglake, una de las más afectadas del estado, con más de 550 casas destruidas. En Kinglake por lo menos 12 personas fueron confirmadas muertas, y otras 12 más al oeste.

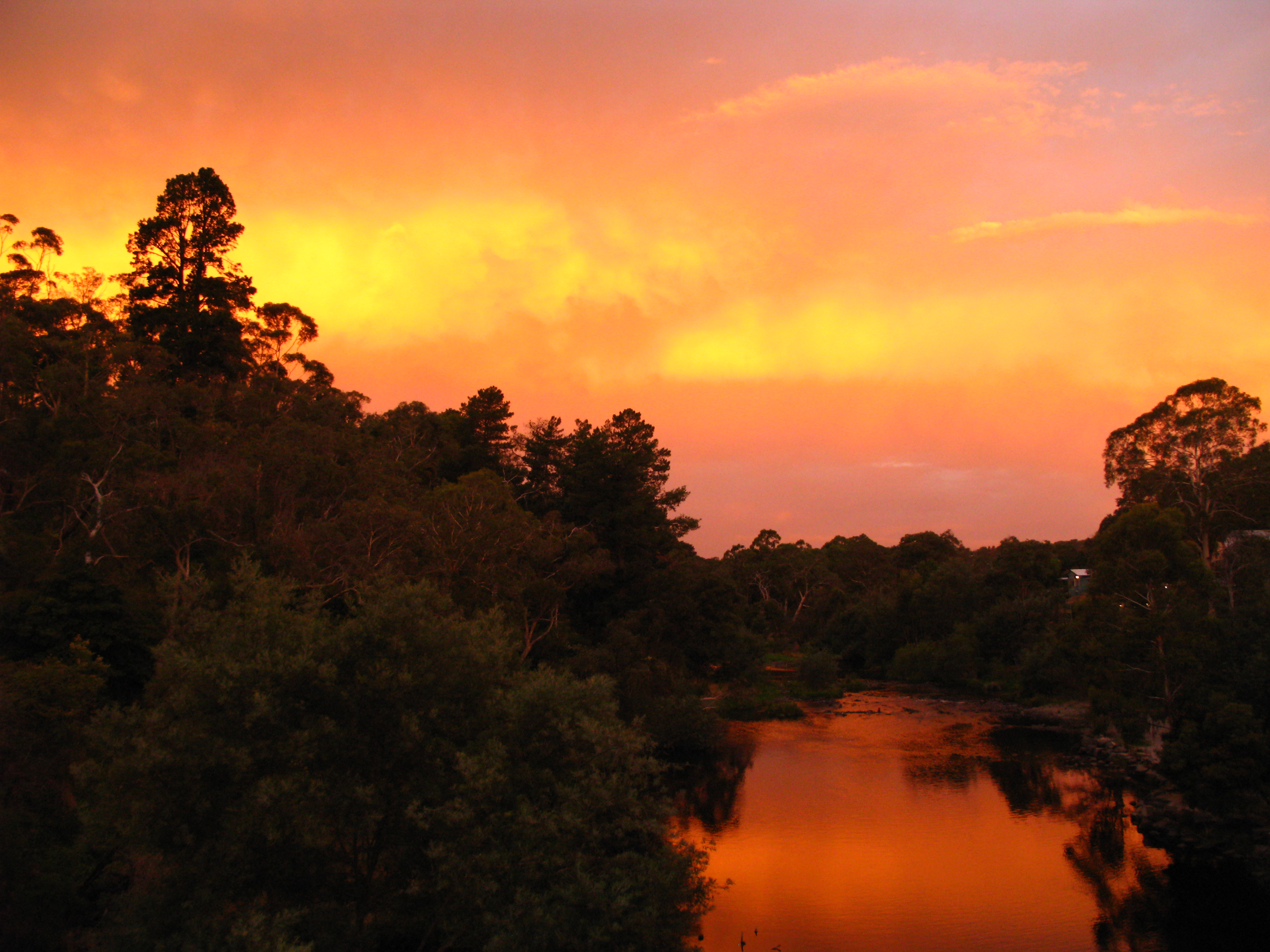
Humo sobre Warrandyte, a lo largo del Río Yarra, en el incendio del Complejo Kinglake el 8 de febrero.

La localidad de Marysville (en el extremo oriental del complejo), fue casi totalmente destruida por el fuego. A última hora de la tarde del 7 de febrero, los residentes habían previsto que el fuego rodeara Marysville, pero en cuestión de minutos la ciudad se vio envuelta por el fuego. Alrededor de las 5 p. m., la electricidad fue cortada y los vientos disminuyeron; minutos más tarde el viento volvió de una dirección diferente, trayendo otra vez al valle el fuego. Alrededor de unos 30 residentes esperaron en la noche en Gallipoli Park, y fueron evacuados a  Alexandra en la tarde del 8 de febrero. Un sargento de policía dijo que la calle principal en Marysville había sido destruida: "Un extremo del motel aún existe parcialmente. La panadería ha sobrevivido. No me preguntes cómo. Todo lo demás es sólo cenizas". Debido a que se desconocían los daños a la planta de tratamiento de agua en Marysville se informó que el agua era insegura para beber.
Un testigo informó de que el 95 por ciento de las casas en las cercanías de  Narbethong también habían sido destruidas. Otras localidades afectadas por el mismo incendio fueron Taggerty y Buxton.
Al sur, los visitantes y los residentes fueron llevados a  Yarra Glen cuando el fuego rodeaba la ciudad por tres lados.

#### Incendio Beechworth
En  Beechworth, un incendio había quemado más de 30 000 hectáreas (1,200 acres)  y amenazaba a las ciudades de Yackadandah, Stanley, Bruarong,  Dederang,  Kancoona, Kancoona South, Coralbank, Glen Creek y Running creek. El fuego comenzó a las 7 p. m. el 7 de febrero, a 3 kilómetros al sur de Beechworth, antes de extenderse al sur a través de plantaciones de pinos debido a los vientos cálidos del norte.
El incendio destruyó un número desconocido de edificios en  Mudgegonga, al sudeste de Beechworth y se confirmaron 2 muertes. Densas nubes de humo habían obstaculizado la evaluación del incendio Beechworth, pero como las condiciones mejoraron el 8 de febrero, las tripulaciones aéreas pudieron comenzar a evaluar la situación.

#### Incendio Bendigo

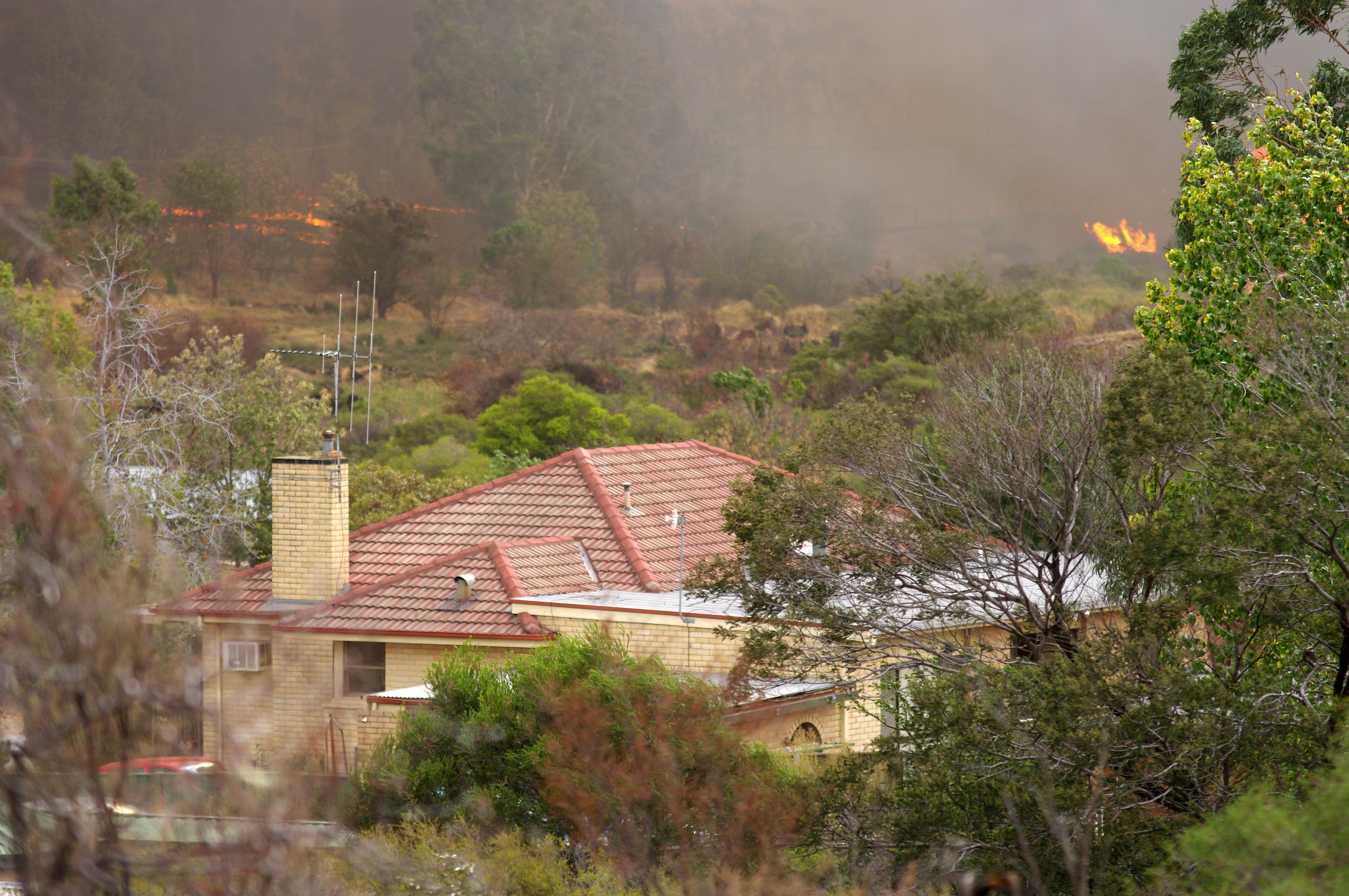
Incendio cerca de la Calle Dean en Long Gully, al oeste de Bendigo.

Un incendio al oeste de la ciudad de Bendigo quemó 500 hectáreas. El incendio se desató a las 4:30 p. m. en la tarde del 7 de febrero, y arrasó las ciudades de Long Gully y Eaglehawk, a 2 km de la zona central de Bendigo, hasta estar bajo control en la noche del 8 de febrero. El incendio destruyó 45 casas en la periferia oeste de Bendigo, y dañó las líneas de transmisión eléctrica, provocando un apagón. Un residente enfermo de Long Gully, murió a causa de los incendios a pesar de que sus vecinos trataron de rescatarlo. Luego se reportó una segunda persona muerta. El fuego cambió de dirección el 7 de febrero debido al viento frío, y se dirigió hacia Eaglehawk; el fuego fue contenido alrededor de mediodía el 8 de febrero.
Un centro de acogida fue creado en el Centro de Ancianos Kangaroo Flat. Durante el incendio, los residentes de Long Gully, Eaglehawk, Maiden Gully, California Gully y West Bendigo fueron evacuados al Centro de Ancianos. El 8 de febrero se celebró una reunión para los residentes afectados. El mismo día, la Policía de Victoria informó que investigaba si el incendio había sido provocado intencionalmente.

#### Incendio Redesdale
En Redesdale, se quemaron 25 mil acres, después de haber iniciado a 9 km al oeste del pueblo. El incendio puso en peligro a los pueblos de Baynton y Glenhope.

### Este

#### Incendio Bunyip
Un incendio en Bunyip Ridge provocó la destrucción de varias casas en Longwarry y Drouin West, al igual que granjas, centros de trabajos como la fábrica Jindi Cheese, cuando el fuego traspasó la Autopista Princes.
El incendio fue contenido el 9 de febrero, aunque antes había quemado 24,500 acres. El incendio destruyó al menos 8 casas, y otros edificios en la fábrica. Los miembros del DSE organizaron incendios controlados para tratar de detener el avance del fuego, hasta que fue contenido el 9 de febrero, y se les dio avisos a las comunidades de Pakenham y Warragul debido al intenso humo.
Los agricultores, incapaces de llevarse sus pertenencias a causa de los daños provocados por los incendios, las almacenaron en un centro de ventas cercano; el 9 de febrero, cientos de cabezas de ganado afectadas por el incendio Bunyip tuvieron que ser trasladados a Pakenham.

#### Incendio Churchill
El incendio del Complejo Churchill inició en una plantación de pinos a un kilómetro al sureste de Churchill en la tarde del 7 de febrero. En tan sólo 30 minutos el fuego se había extendido hacia el sureste, amenazando a las comunidades Hazelwood South, Traralgon South, Jeeralang y Budgeree East; por la tarde el fuego se acercaba a Yarram y Woodside en la costa de Gippsland South. El frente frío llegó a través de la zona alrededor de las 6 p. m., pero los vientos del sudoeste empujaron el fuego al noreste hacia Gormandale y Willung Sur, sobre la carretera Hyland. Cerca de 500 personas fueron evacuadas a un albergue establecido en un teatro en Traralgon.
El fuego amenazó a la  Central Eléctrica Loy Yang, en particular el de la estación de la mina de cielo abierto de carbón. En la noche del 7 de febrero, el fuego se acercó a la mina, pero no causó daños en la infraestructura, ni tampoco afectó las operaciones de la estación. Varios pequeños incendios afectaron el búnker de almacenamiento de crudo de la mina de carbón, pero fueron contenidos sin provocar daños. La amenaza fue contenida por la noche del 8 de febrero cuando las temperaturas bajaron y cayó un poco de lluvia. Un pequeño incendio se formó al sur de la central, pero fue contenido por aviones de cisterna.
Al 9 de febrero, el incendio del complejo Churchill todavía se encontraba fuera de control, y se dirigía hacia el Valle Latrobe y Strzelecki Ranges. En la tarde del 9 de febrero, el incendio había quemado 32,860 ha y provocado la muerte de diecinueve personas. Los cambios del viento de esa noche afectaron partes del complejo Churchill, provocando que el CFA emitiera nuevas advertencias a los residentes en Won Wron y sus alrededores.
El 9 de febrero, la policía estaba investigando el robo de un voluntario con el uniforme de la CFA en Churchill en esa mañana.

#### Incendio Dandenong Ranges
En Ferntree Quebrada y Upper Ferntree Gully todas las principales carreteras fueron cerradas. EnDandenong Ranges, un incendio dañó la vía férrea alrededor de Upper Ferntree Gully, provocando el cierre de la Línea ferroviaria Belgrave. El fuego, que fue contenido por los miembros de la CFA en tres horas, quemó al menos 2 ha a lo largo de las vías del tren.

#### Narre Warren
En Narre Warren se produjeron varios incendios. Seis casas fueron destruidas en Narre Warren Sout y tres en Narre Warren North.

### Oeste

#### Incendio Horsham
El incendio Horsham quemó 5,700 ha, un club de golf y ocho casas. La tribu Ute fue también destruida.
El fuego se inició a las 12:30 p. m. el 7 de febrero, cuando los fuertes vientos derribaron un poste de energía en Remlaw, al oeste de la ciudad, antes de dirigirse al suroeste y luego hacia el sureste, a través de la autopista Wimmera y el río Wimmera hacia el Campo de Golf Horsham y luego a  Haven, al sur de la ciudad. Los bomberos lograron salvar la tienda principal, el ayuntamiento y una escuela en Haven, aunque las llamas llegaron a pocos metros de distancia de los edificios. Los vientos llegaron hasta los 90 km/h, y cambiaron de dirección en tres ocasiones a lo largo del día, en la cual la CFA describió las condiciones como las peores jamás vistas. Al suroeste de Horsham, un conductor de un taxi recogió a una señora en silla de ruedas de 82 años y su hija, de su casa cuando el fuego se encontraba a tan sólo 100 m de distancia. La casa ardía mientras el taxi se alejaba, hasta quedar en cenizas en cuestión de minutos.
A las 3 p. m. más de 400 personas fueron contratadas para luchar contra el fuego, así como dos aviones cisterna, 54 tanques del Country Fire Authority (CFA) y 35 camiones cisterna del Departamento de Sostenibilidad y Medio Ambiente (DSE). A las 6 de la tarde el frente se había trasladado al este, y mientras el viento cambiaba de dirección, fue entonces cuando el fuego fue empujado hacia el nordeste de la Autopista Occidental de Drung, al este de Horsham.

#### Incendio Coleraine
En Coleraine se quemaron 770 hectáreas y un hombre resultó con quemaduras graves. El 9 de enero se informó que estaba bajo control.

#### Incendio Weerite
En Weerite, al este de Camperdown, un incendio quemó 1,300 ha, y dañó la línea ferroviaria entre Geelong, y Warrnambool. El fuego causó pérdidas no cuantificadas, y destruyó varias edificios, pero todas las casas fueron salvadas por los bomberos de la CFA. Se cree que el fuego fue iniciado por chispas de líneas eléctricas que cayeron a lo largo del Princes Highway, que está abierto al tráfico a velocidades restringidas. Se espera que la línea ferroviaria cerrará al menos hasta el viernes 13 de febrero de 2009.

## Respuesta

### Bomberos
Más de 4,000 bomberos del Country Fire Authority (CFA), fueron responsable de los incendios en la propiedad privada, y el Departamento de Sostenibilidad y Medio Ambiente (DSE), el principal responsable de los incendios en tierras públicas, en la cual han trabajado para combatir los incendios.
Además del CFA y los bomberos del DSE, el primer ministro Kevin Rudd ofreció ayuda del ejército y en los estados de Nueva Gales del Sur, Australia del Sur, ACT y Tasmania enviaron bomberos y equipos.
Los Primeros Ministros del Reino Unido y Nueva Zelanda ofrecieron el apoyo al gobierno australiano, y aceptó el ofrecimiento de 100 bomberos de Nueva Zelanda. Con un riesgo de incendio extremo en partes de Nueva Zelanda, no se puede evitar más.   Nueva Zelandia también proporcionó un helicóptero Mil Mi-8 MTV-1 equipado con capacidad para 5000 litros de agua - el helicóptero cisterna más grande del hemisferio sur.

### Ayuda
La respuestas humanitaria a los incendios llegó rápidamente del gobierno, las empresas y los organismos de ayuda, incluyendo la recaudación de fondos.
El Departamento de Servicios Humanos del Gobierno de Victoria ofreció asistencia inmediata con hasta $1067 para las personas afectadas. El gobierno federal anunció un paquete de 10 millones de dólares de ayuda de emergencia, disponible desde el 9 de febrero, de la cual 1000 dólares se le otorgaría a cada adulto y $ 400 por niño para aquellos que habían sido hospitalizados con lesiones, o que habían perdido sus hogares.
La petición iniciada por la Cruz Roja de Australia había tenido para las 9:00 p. m. del 10 de febrero, recogido unos $ 31.2 millones de más de 176.000 donantes. 3,733 people have registered with the Red Cross after evacuating their properties. El Servicio de Sangre de la Cruz Roja recibió 6.000 ofertas de donación de sangre en la mañana del 9 de febrero.
Grandes bancos como el National Australia Bank, ANZ, el Commonwealth Bank y Westpac donaron cada uno $1 millón para las víctimas. Bendigo Bank donó $100,000. El ANZ anunció que donaría dinero a sus clientes que vivían en las granjas, otorgándole dinero en efectivo a aquellas personas que habían perdido su ganado o tuvieron perdidas parciales con $5,000 o destruido con $10,000. Banking & Insurance giant Suncorp-Metway donó $500,000.[cita requerida] El presidente ejecutivo de la Cámara Australiana de Comercio e Industria alentó a los lugares de trabajo para que donaran a las víctimas.
Telstra, la empresa de comunicaciones más grande de Australia, donó $500,000 y dijo que doblaría la cantidad de los $250,000 que donaron sus empleados, recogiendo alrededor de $1 millón. Telstra también ofreció llamadas telefónicas y de celular gratis para los afectados en teléfonos públicos seleccionados en las zonas afectadas.[cita requerida]
Cricket Australia anunció que un encuentro deportivo del 10 de febrero entre Australia y Nueva Zelanda sería usado para recaudar dinero para las víctimas, y transmitido por Nine Network para llamar a los televidentes para que donen.
La Federación de Fútbol de Australia, donó $100,000 a la Cruz Roja y proveerá equipos de fútbol a las escuelas y clubes afectadas de Victoria. La Liga de Fútbol de Australia (AFL) anunció que el partido de la Copa NAB entre los Essendon Bombers y los Western Bulldogs habían planeado jugar en Darwin el 13 de febrero, pero fue cambiado al Estadio Etihad en Melbourne en la cual el dinero recaudado sería donado a las víctimas de los incendios.
La ACCC advirtió a la gente a estar alerta de posibles estafadores actuando como representantes de falsas organizaciones benéficas en la cual hubo estafas similares en los incendios forestales en Canberra de 2003.
Wesfarmers anunció la donación de $500,000 a las víctimas de los incendios. Coles, Westfarmer's una división de supermart, donaron todas las ganancias del 13 de febrero mientras que Kmart, y sus tiendas de descuento, donaron $100,000 al Ejército de Salvación.
Connex Melbourne anunció que donaría $250,000 a las víctimas de los incendios forestales en Victoria, y sus empresas hermanas, Veolia Environnement donarían $100,000.

### Gobierno
Mientras que el parlamento federal, fue suspendido debido a la situación de emergencia, tla Corona-en Consejo continuó haciendo frente al desastre. El Premier de Victoria, John Brumby, aceptó del primer ministro Kevin Rudd una oferta para asesorar al gobernador general para enviar miembros de las Fuerzas de Defensa de Australia para prestar asistencia en ese estado. Rudd describió los incendios como una "terrible tragedia en Victoria," diciendo que "el infierno y toda su furia ha visitado a la gente buena de Victoria en las últimas 24 horas." La Reina dijo que "estaba en shock y se entristeció al enterarse de la terrible cifra de muertes por los incendios del fin de semana," y envió su "más sentido pésame a las familias de todos aquellos que han muerto y... profundas condolencias a los muchos que han perdido sus hogares en este desastre ", también expresó la admiración por los bomberos y del otro personal de emergencia.
La Comisario Jefe de la policía de Victoria, Christine Nixon, quien se jubilaría en marzo de 2009, anunció el 10 de febrero que se retiraría después, a fin de llevar que un comité del gobierno estatal reconstruyera las zonas afectadas por los incendios.
El presidente de los Estados Unidos Barack Obama telefoneó al primer ministro Kevin Rudd para ofrecerle sus condolencias por los incendios forestales que dejaron al menos 189 personas muertas y que los Estados Unidos ayudaría para apagar los incendios.
John Key, el primer ministro de Nueva Zelanda, dijo que la relación de ambos países "es incomparable. De esta manera, estamos hombro a hombro" y ofreceremos personal policíaco y bomberos para aplacar las llamas.
Otras naciones también enviaron sus condolencias. Singapur ofreció  Helicópteros Super Puma, Tailandia propuso una donación financiera e Indonesia ofreció ayudar a identificar a las víctimas. Otras naciones como Andorra, Pakistán, Alemania (Canciller Merkel envió una carta ofreciéndole ayuda humanitaria y sus condolencias),  Francia (El Presidente Sarkozy, en una carta, ofreció la isla de Nueva Caledonia como lugar para apoyo de la ayuda humanitaria), Brasil, Cuba, Nauru y el primer ministro de Turquía Recep Tayyip Erdoğan enviaron sus condolencias al igual que el presidente de la Comisión Europea José Manuel Barroso y el Secretario General de las Naciones Unidas Ban Ki-Moon.
El líder de Partido Verde Australiano Bob Brown dijo a Sky News, que "[los incendios] es un recordatorio de la necesidad del país [Australia] y de todo el mundo para actuar y poner en prioridad la necesidad de hacer frente al cambio climático .."

### Investigaciones
Las investigaciones empezaron casi inmediatamente seguido de los incendios para identificar las víctimas, y para el 10 de febrero la Policía de Victoria buscaba las causas de los incendios y los responsables.
El Comisionado de la Policía de Victoria, Christine Nixon, formó un grupo de trabajo para ayudar en la identificación de las víctimas, coordinado por el Inspector Greg Hough. La Fuerza Policial de Nueva Gales del Sur, Policía de Australia Occidental y la Policía de Tasmania  envió personal capacitado para poder identificar las víctimas. Nueva Zelanda también envió un equipo capacitado en la identificación de víctimas.
Nixon declaró el 9 de febrero que los sitios de los incendios serían tratados como escenas de crimen. Ese mismo día un hombre fue arrestado por tener conexión con los incendios en Narre Warren; se alegó por parte de la policía que tenía una herramienta eléctrica, y las chispas cayeron en la hierba provocando un fuego, y la destrucción de dos viviendas.
John Brumby anunció que habría una Comisión Real en los incendios, y estudiaría "todos los aspectos de la estrategia del gobierno con respecto a los incendios forestales",
incluyendo la posibilidad que el evento fue provocado por el cambio climático.
Se sospecha que algunos incendios fueron provocados en la cual fueron descritos como "asesinatos en masa" por el primer ministro australiano Kevin Rudd.
Tim Flannery de la Universidad Macquarie dijo que la contribución para que se desarrollaran estos incendios fue probablemente debido a la sequía y condiciones secas y las altas temperaturas experimentadas en el mes de febrero.

El 12 de febrero, dos personas fueron arrestadas por tener conexión con los incendios, y al ser observados sospechosamente por miembros de las áreas públicas en Yea y Seymour; aunque luego fueron liberados sin cargos.
Un hombre de Churchill fue arrestado por la policía a las 4 p. m. el 12 de febrero, por tener relación con los incendios en Churchill, y se le cuestionó en una estación policial en Morwell, luego el 13 de febrero se descubrió su culpabilidad en uno de los incendios que causó la muerte de varias personas, y por intencionalmente crear una fogata y por la posesión de pornografía infantil. Tras una audiencia en la Corte del Magistrado en Melbourne el 16 de febrero, una orden de represión al hombre de 39 años de edad, fue disuelta, aunque la orden se mantuvo en vigor con respecto a la publicación de su dirección o cualquier imagen de él. A pesar de la orden varios miembros de redes sociales como Facebook publicaron la fotografía del hombre (obtenida de su perfil de MySpace) y la dirección de su sitio, y otras amenazas de violencia en su contra. El hombre fue puesto en en custodia por delante de un audiencia prevista para el 26 de mayo de 2009.

### Medios de comunicaciones y comunidad
Todas las cadenas de televisión principales de Australia empezaron a transmitir boletines nocturnos especiales para cubrir los incendios más detalladamente. ABC Local Radio en Victoria pospuso su programación regular para transmitir paso a paso el desarrollo de los incendios, desde el 7 de febrero.
El 7 de febrero la Australian Broadcasting Corporation estableció un tablón de mensajes donde las personas podían ofrecer o solicitar ayuda, y se vio inundada con respuestas.
Desde el inicio de los incendios el 7 de febrero, varias organizaciones e individuos usaron el servicio de los blogs como Twitter para mantener actualizado al público. Uno de los principales blogs fue el de la transmisión en vivo de actualizaciones de los incendios desde el Country Fire Authority, en @cfa_updates, y el de la ABC @774melbourne, la estación de radio local para emergencias. Muchos usuarios también crearon canales como  Archivado el 11 de mayo de 2011 en Wayback Machine. y  Archivado el 6 de septiembre de 2008 en Wayback Machine. para mantener a la población internauta actualizada.
El Arzobispo de la Iglesia Católica Philip Wilson de Adelaida rogó a las organizaciones de San Vicente y a San Pablo entre otras organizaciones católicas para que ofrecieran asistencia humanitaria, y resar por las víctimas y personas afectadas. El Papa Benedicto XVI, por medio de su Secretario de Estado, el Cardenal Tarcisio Bertone, ofreció asistencia y pidió para que todos oren y den su apoyo espiritual al Gobernador General.
Las banderas australianas fueron puesta a media asta en memoria de las víctimas, y el Parlamento australiano dio discursos conmemorativos y dio un minuto de silencio.

## Consecuencias

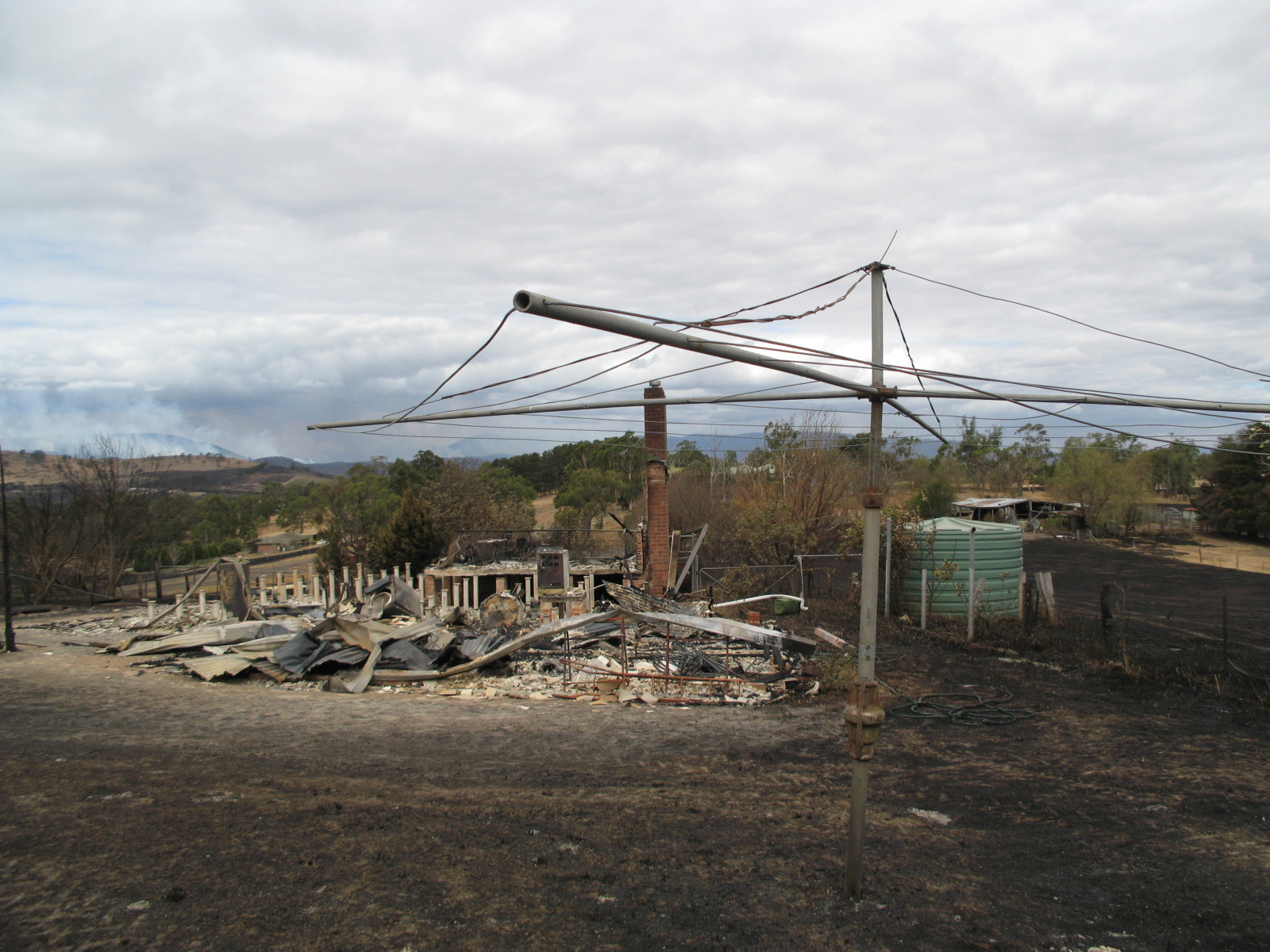
Casa destruida justo al norte de Yarra Glen. Hills Hoist aún se mantiene en pie.

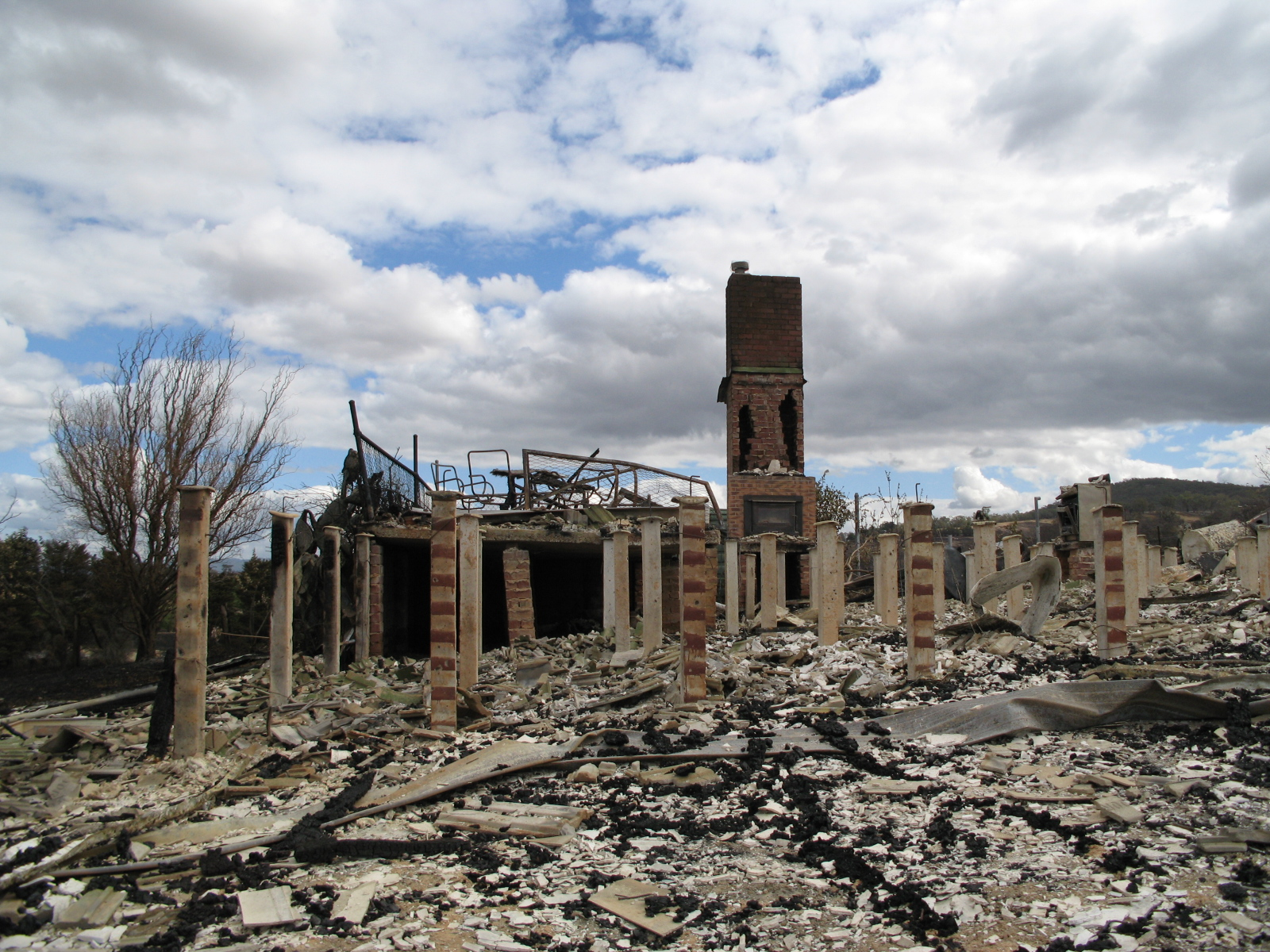
Una estructura completamente en ruinas en Yarra Glen.

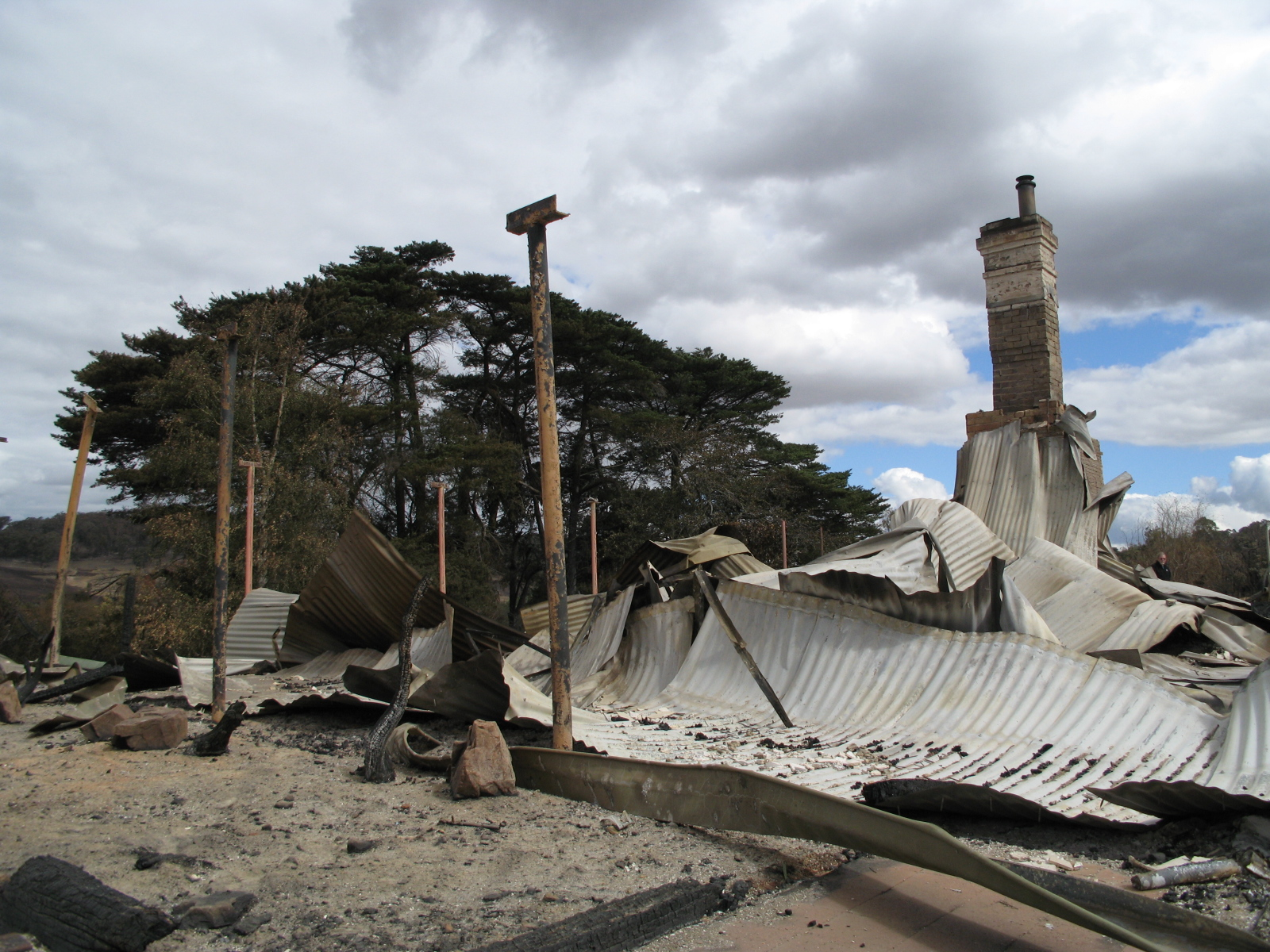
Daños materiales en Steels Creek.

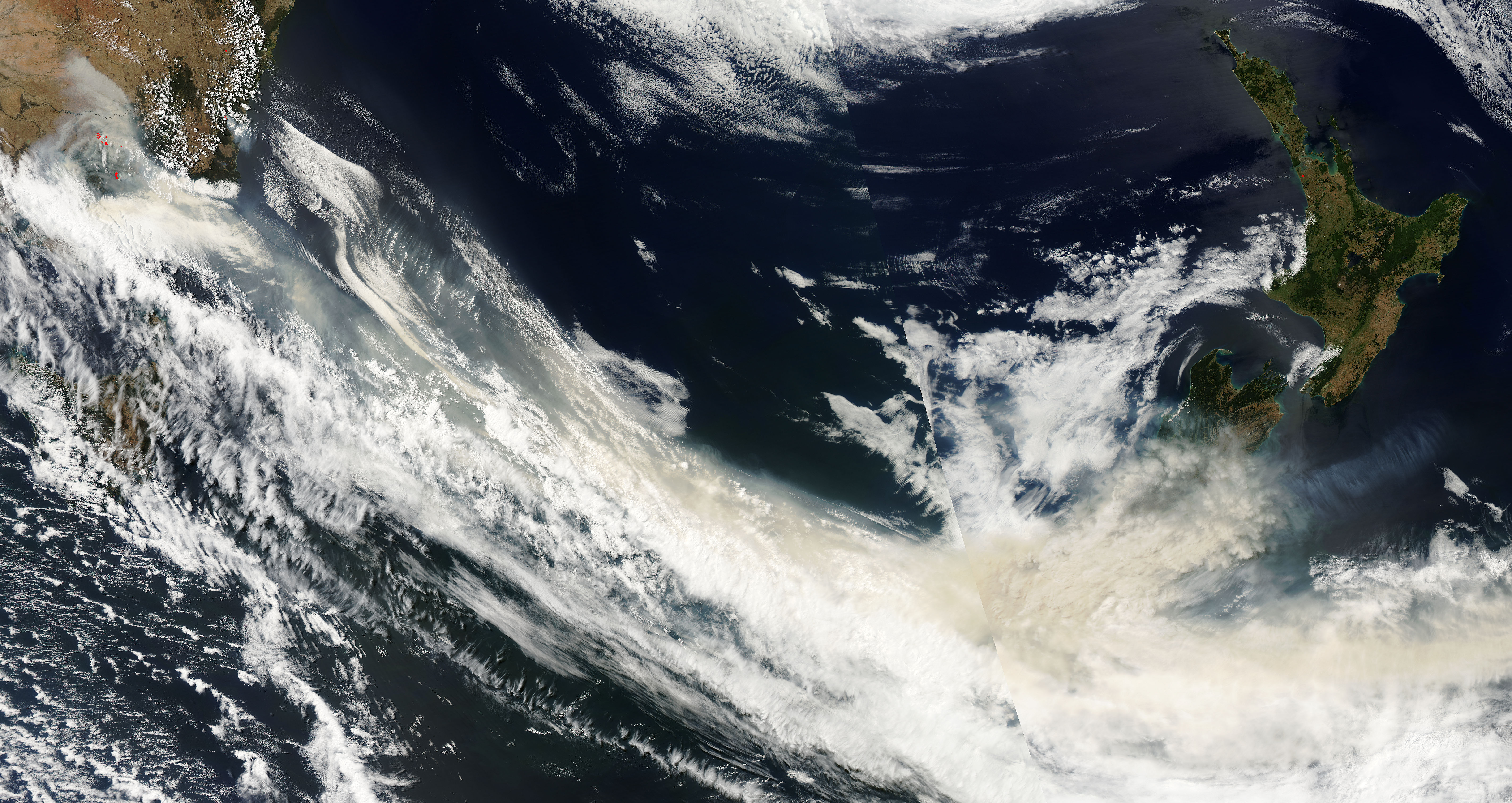
Una imagen satelital mostrando columnas de humo de los incendios siendo soplados por el viento sobre el Mar de Tasmania y Nueva Zelanda.

### Víctimas
Un total de 189 fueron confirmadas oficialmente como fallecidas por los incendios. el primer ministro de Victoria John Brumby temió que el número de fallecidos podría subir hasta 230, mientras que la policía preparaba sus recursos para un conteo final de hasta 300 personas fallecidas.
Brian Naylor, exconductor de Seven Network y Nine Network y sus esposa Moiree, fueron confirmados entre los fallecidos en el área occidental de Kinglake. El actor Reg Evans y su pareja, la artista Angela Brunton, que vivían en un pequeño pueblo en St. Andrews, también perecieron en el incendio del área de Kinglake. El ornitologista Richard Zann pereció también en el incendio de Kinglake, junto con su esposa Eileen y su hija Eva.
También se reportó que alrededor de 500 personas fueron tratadas por quemaduras y más de 100 personas fueron admitidas a hospitales.
Una morgue temporal fue colocada en el Coronial Services Centre en Southbank, con capacidad para trescientos cuerpos, en la cual el Coronel de Victoria lo comparó con el colocado después de los  atentados terroristas en Londres del 7 de julio de 2005. Varias funerarias asistieron a los cuerpos en Melbourne. En la mañana del 10 de febrero, 101 cuerpos habían sido transportados a la morgue temporal. Ese mismo día, había más de cincuenta cuerpos sin identificar o cuerpos para llevar a la morgue que esperaban ser recogidos en las zonas devastadas por los incendios; el director del Instituto Forense de Medicina de Victoria informó que podría ser imposible identificar los restos. Al 16 de febrero, más de 150 investigadores forenses se encontraban en las ruinas de Marysville, en busca de cuerpos en la cual se encontraba completamente devastada. Un profesor en ecología de la Universidad de Melbourne que los incendios pudieron arder a temperaturas de hasta 1200 grados celsius, y dijo que como resultado, los restos de los cuerpos pudieron haber sido incinerados.
El 11 de febrero, el Comisionado Nixon indicó que esperaba que la búsqueda de cuerpos fuera completada para el 15 de febrero, pero que la perspectiva del amianto que está presente en algunos de los edificios destruidos dificulta el progreso de las búsquedas. 
Los bomberos estimaron que en Marysville, en la que virtualmente cada estructura fue borrada del mapa, entre 100 de las 519 personas pudieron haber muerto.
Personas extranjeros que murieron en los incendios:
- Chile - 1[126]
- Grecia - 2[127]
- Nueva Zelanda - 1[128]
- Filipinas - 2[129]
- Reino Unido - 1[130]

#### Fatalidades
Complejo Kinglake
- 40 – Strathewen
- 36 – Marysville
- 33 – Kinglake
- 20 – St Andrews
- 7 – Steels Creek
- 7 – Kinglake West
- 7 – Flowerdale
- 5 – Humevale
- 4 – Narbethong
- 2 - Toolangi
- 2 - Whittlesea
- 1 – Heathcote Junction
- 1 - Mittons Bridge
- 1 - Reedy Creek
- 1 - Strath Creek
- 1 - Upper Plenty
- 3 - In the Yarra Ranges

Churchill
- 4 – Callignee
- 4 – Koornalla
- 2 - Churchill

Bendigo
- 1 – Eaglehawk

Beechworth
- 2 – Mudgegonga

En el hospital
- 5

TOTAL
209

### Medio ambiente
A pesar del costo de las vidas humanas, millones de animales murieron durante los incendios forestales. Además, de los sobrevivientes de la vida salvaje, muchos animales sufrieron de quemaduras graves. Por ejemplo, un sinnúmero de canguros muchos fueron afectados con quemaduras en las patas debido a su instinto territorial que los llevó de nuevo a las zonas recién quemadas y humeantes casas.
La zona afectada, particularmente en los alrededores de Marysville, contiene la única especie conocida del hábitat de Leadbeater's Possum, el emblema de la fauna de Victoria.
En una imagen el famoso Sam el koala, fue herido por las quemaduras en incendios controlados.

### Política de incendio
A raíz de los incendios, y del creciente número de víctimas, hubo un debate sobre las políticas para hacer frente a los incendios de matorrales.
En un anuncio de que los incendios serían investigados por la Comisión Real, el primer ministro de Victoria John Brumby sugirió la política de "permanecer para luchar contra el fuego o evacuar" la política sería examinada, alegando que, si bien ha demostrado ser fiable en condiciones normales, las condiciones, del 7 de febrero habían sido excepcionales. Brumby dijo que "muchas personas hicieron las preparaciones, y tenían el mejor plan de evacuación en el mundo pero sin embargo no los salvó." Sin embargo, el Comisionado Nixon defendió su política, diciendo que "estuvo bien pensada y había resistido la prueba del tiempo y por eso la apoyamos." De igual manera, el Comisionado del Servicio Rural de Incendios de Nueva Gales del Sur Shane Fitzsimmons dijo que "Décadas de ciencia, practica e historia muestran lo bien preparada que las casas deben ser como refugio en caso de un incendio". Nixon también olvidó mencionar con respecto a las evacuaciones obligatorias, diciendo que "Solía haber políticas que podría hacer que la gente evacuara pero estamos hablando de adultos". El exministro Policíaco de Victoria Pat McNamara argumentó que una evacuación obligatoria hubiese sido peor, debido a que tantas personas evacuando a la misma vez hubiese resultado en la muerte de más personas tratando de salir en sus automóviles.
Naomi Brown, Ejecutiva del Consejo de Servicios de Emergencias para Incendios de Australasia, argumentó que el alto número de fatalidades en estos incendios, a diferencia de los otros incendios como el del Miércoles de Ceniza, fue parcialmente atribuido debido al incremento y densidad poblacional en Melbourne. David Packham, investigador de la Universidad de Monash, sostuvo que la alta carga de combustible en los matorrales conllevó al destructivo e intensos incendios, afirmando que "Ha habido una mala gestión de los bosques de Australia". Exmiembro Federal y del Parlamento y ministro Wilson Tuckey también estuvo de acuerdo sobre que la alta carca de combustible en los matorrales ayudó a contribuir los incendios, diciendo que "Los gobiernos que decidieron bloquear estos bosques y ... tratarlos con desprecio benigno, bueno, otros pagan por sus actos". Tuckey le echó la culpa de la carga de combustible a dos partidos– el Laborista y el de Coalición – afirmando que ellos "van poniendo en funcionamiento más reservas para obtener más preferencias del partido verde". El Senador del Partido Nacional de Australia Ron Boswell también abogó por cambios en las políticas de gestión forestal, diciendo que "no estoy culpando a nadie por esto, yo sólo creo que tenemos que ver algunas áreas que nosotros mismos convertimos en parques y luego ellos no pueden defenderse".

### Debate del código de construcción
El Gobierno de Victoria se propuso hacer un debate sobre la planificación y los códigos de construcción para los nuevos incendios. En respuesta a los incendios forestales, las nuevas regulaciones para las normas de construcción en los nuevos edificios en Victoria tuvieron que ser examinadas por las normas de construcción de Australia. Los códigos de construcción son muy importante y determinan la tasa de supervivencia para las personas y edificios. Victoria no tiene un código de construcción para las zonas propensas a los incendios forestales. En Nueva Gales del Sur, la creación de leyes para las zonas expuestas al fuego han sido incorporadas en la planificación de la legislación utilizando un nivel 1090 Kelvin que supone la temperatura a la que las casas están expuestas cuando ocurre un incendio forestal. Un proyecto nacional de construcción para las zonas propensas a los incendios forestales, se podría utilizar un nivel de 1.000 Kelvin, o 727 grados centígrados. Los ingenieros de incendios dicen que las normas deberían estar basadas en un nivel de 1090 Kelvin (817 grados) de temperatura. La temperatura de los incendios puede llegar hasta los 1600 Kelvin (1327 grados).

### Debate sobre el cambio climático
Peter Marshall, el Secretario nacional de la Unión Unida de Bomberos de Australia, escribió una carta pública al primer ministro de Australia y de Victoria respecto a que el cambio climático podría ser la causa de los incendios forestales. Dijo que, de acuerdo con las cifras de CSIRO, que estos riesgos para los bomberos voluntarios crecería con el tiempo. Diciendo que "teniendo en cuenta del corte de las emisiones de gases invernadero del 5 % por parte del Gobierno Federal, la ciencia sugiere que estamos en buen camino para garantizar que en algún lugar del país que pueda que ocurra una repetición anual igual a la de los recientes desastres y más frecuentes los fenómenos meteorológicos extremos".
Tim Flannery de la Universidad Macquarie atribuye la gravedad de los incendios forestales por las condiciones de sequía en el sur de Australia, consideradas como las peores en los últimos 12 años.

### Impacto económico
Las empresas de seguro incluyendo a Suncorp Metway y IAG dijeron el 9 de febrero que era muy temprano decir cuanto sería el costo por los incendios. Algunos ajustadores de reclamaciones sugirían que el monto total en los gastos de seguros podría alcanzar la cifra de $1.5 mil millones. Otros analistas de la industria sugirieron que los incendios llevarían a aumentos en las primas de seguros, a fin de que los aseguradores podrían recuperar parte de sus pérdidas. En el cierre de las cotizaciones del 9 de febrero, las acciones de Suncorp Metway habían perdido más de -15 % y las acciones de IAG -10 %.
La vice primera ministra Julia Gillard, solicitó a las aseguradoras responder de una manera sensible a las reclamaciones relativas a los incendios, diciendo: "Estoy segura de que cualquier compañía de seguros verían hoy sus pantallas de televisión y se asombrarán de la devastación y entenderán que las demandas y reclamaciones tendrán que ser respondidas de forma rápida y favorable."
Un economista de Goldman Sachs JBWere dijo que un alza de la situación de incendios fue de que los esfuerzos de reconstrucción podrían producir un efecto de estímulo en la economía de entre 0,25 y 0,4 por ciento del PIB en más de 18 meses, diciendo que los eventos "tan trágicos como los sucesos de los últimos dos días han sido, la fase de la reconstrucción de un catalizador para el crecimiento económico en los próximos meses, aunque el personal y los costes medioambientales necesitan años para recuperarse".

### Saqueo
En la mañana del 11 de febrero, se confirmaron reportes de saqueo. Algunos testigos reportaron actos de saqueos en propiedades en Heathcote Junction, poco después de haber recuperado el cuerpo de una víctima.  Esa tarde, por medio de un reporte en ABC Local Radio, un sinnúmero de residentes de Kinglake que se les había permitido regresar a la zona para inspeccionar los daños, dijeron que había carteles que decían que los "saqueadores se les disparará", después de que varios vehículos entraban a la zona.
El 12 de febrero, se hicieron algunos arrestos, y se presentaron cargos en contra de personas en relación con los "delitos de saqueo", según lo anunció Christine Nixon.

### Demandas
Una demanda de acción popular se inició en la Corte Suprema de Victoria el 13 de febrero por los Abogados Slidders en contra de la empresa de distribución de energía eléctrica SP AusNet, en relación con el incendio Kilmore East que destruyó parte del Complejo Kinglake. Un socio de la empresa indicó que la reclamación se centraba en la supuesta negligencia por parte de SP AusNet en su gestión de la infraestructura eléctrica. El 12 de febrero la policía había quitado una sección de un poste de luz cerca de Kilmore East, en la cual parte de una sección de dos kilómetros de una línea cayó en la mañana del 7 de febrero provocando un incendio allí.
Una demanda de acción popular se esperaba que iniciara por los Abogados Gadens después del 16 de febrero, y Slater & Gordon indicó que estaban esperando el informe para ser establecida por la Comisión Real, que se espera a finales de 2010, antes de iniciar cualquier reclamación.
También el 13 de febrero, cinco firmas de abogados de los distritos del occidente de Victoria hicieron una reunión para discutir una posible demanda en relación con el incendio Horsham, que también se cree que fue iniciado por la caída de líneas de energía eléctrica.